# Nuestra Señora de la Asunción (Luzon)

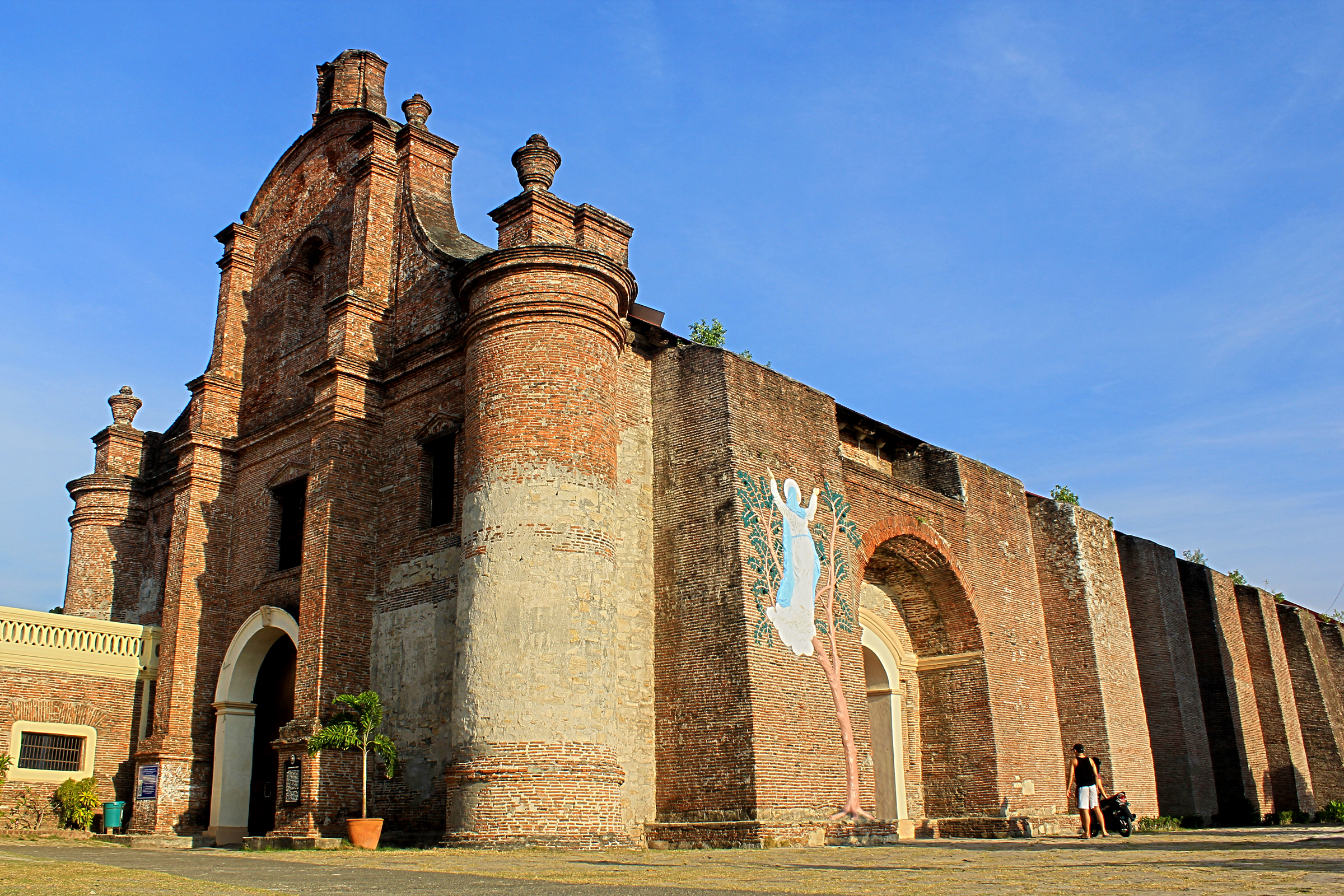
De Nuestra Señora de la Asunción

De Nuestra Señora de la Asunción is een van de belangrijkste voorbeelden van de barokkerken van de Filipijnen. Deze staat in de Filipijnse plaats Santa Maria op het eiland Luzon. De kerk staat op een gefortificeerde heuvel.
De kerk werd vanaf 1765 gebouwd door de Spaanse kloosterorde van de Augustijnen.